# تماثل ديناميكي
التشكيلات التي تستخدم الجذر التربيعي للارقام تسمى تماثل ديناميكي. وهو علاقة تناسبية تم استخدامها منذ العصور القديمة في هندسة العمارة، وقد وصفها بالتفصيل الفنان والكاتب وعالم الرياضيات جاي هامبيدج (1867-1924) في عمله الرئيسي «عناصر التماثل الديناميكي».

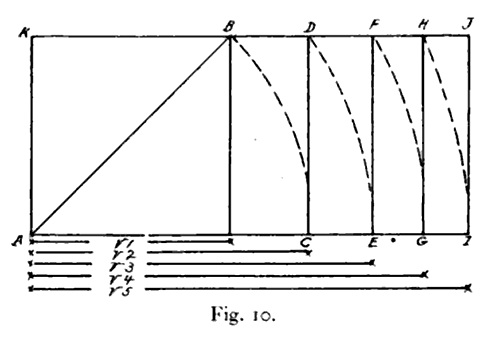
مستطيل ديناميكي